# Otus angelinae
Mocho-d'orelhas-javanês ou mocho-de-orelhas-de-java (Otus angelinae) é uma espécie de ave estrigiforme pertencente à família Strigidae. Pode ser encontrada na Indonésia.